# III. Iszmáíl perzsa sah
III. Iszmáíl (Iszfahán, 1733 – Ábádán, 1773) Perzsia névleges uralkodója 1750-től haláláig.
Iszmáíl leányágon a Szafavida-családból származott, hiszen édesanyja Huszajn szultán (megh. 1726) leánya volt. 1750-ben Karím kán tette meg Perzsia névleges uralkodójának. Tulajdonképpen Perzsia tényleges uralkodója ebben az időben maga Karím kán volt, Iszmáílt Ábádán erődjében őrizték 1773-as haláláig.

## Fordítás
- Ez a szócikk részben vagy egészben  az   Ismail III című angol Wikipédia-szócikk fordításán alapul.  Az eredeti cikk szerkesztőit annak laptörténete sorolja fel. Ez a jelzés csupán a megfogalmazás eredetét és a szerzői jogokat jelzi, nem szolgál a cikkben szereplő információk forrásmegjelöléseként.

| Előző uralkodó: II. Szulajmán | Perzsia (Irán) sahja 1750 – 1773 (névleges uralkodó) | Következő uralkodó: Karím |